# Kryzys gabinetowy w Szwecji w 2014 roku
Kryzys gabinetowy w Szwecji w grudniu 2014 roku (szw. Regeringskrisen i Sverige 2014) związany był z głosowaniem nad budżetem.

## Geneza
W wyborach parlamentarnych we wrześniu 2014 luźny blok lewicowych partii (socjaldemokraci, Zieloni i Partia Lewicy) wygrał z centroprawicowym Sojuszem czterech partii mieszczańskich, jednak nie uzyskał samodzielnej większości w Riksdagu. Języczkiem u wagi stała się skrajnie prawicowa antyimigrancka partia Szwedzcy Demokraci.

## Głosowanie nad budżetem
3 grudnia 2014 mniejszościowy Pierwszy rząd Stefana Löfvena przegrał głosowanie nad budżetem w Riksdagu 153 głosami do 182, ponieważ Szwedzcy Demokraci poparli alternatywną propozycję ustawy budżetowego złożoną przez Sojusz. W odpowiedzi Stefan Löfven zapowiedział rozpisanie przedterminowych wyborów, które odbyłyby się 22 marca 2015. Byłyby to pierwsze przedterminowe wybory od wyborów w 1958.

## Porozumienie
26 grudnia 2014 ogłoszono porozumienie sześciu partii mające ustabilizować szwedzką politykę co najmniej do wyborów w 2022 roku. Porozumienie podpisali socjaldemokraci, Zieloni oraz cztery partie Sojuszu: moderaci, Partia Centrum, liberałowie i Chrześcijańscy Demokraci.
Porozumienie odwołuje się do długiej tradycji rządów mniejszościowych w Szwecji i współpracy ponad podziałami w strategicznych kwestiach, w których wymagane jest myślenie długoterminowe i ciągłość rządzenia. Wymienia trzy obszary ponadpartyjnej współpracy w kolejnych latach:
1. obronność i bezpieczeństwo,
2. system emerytalny,
3. polityka energetyczna.

Porozumienie reguluje dwie fundamentalne sprawy: wyłaniania premiera i głosowania nad budżetem. Stwierdza, że premier Szwecji nie musi dysponować większością w parlamencie. Powinien nim zostać lider największej partii w ramach największego z możliwych do utworzenia bloku partii w danej kadencji Riksdagu. W głosowaniach nad budżetem i ustawami gospodarczymi o fundamentalnym znaczeniu opozycyjne partie będące stronami porozumienia będą wstrzymywać się od głosu, o ile ich głos narażałby rząd na przegraną w głosowaniu.
W związku z osiągnięciem porozumienia kolejne wybory planowane są na 2018 rok.